# خیخاتا
خیخاتا (به لاتین: Khikhata) یک منطقهٔ مسکونی در گرجستان است که در ناحیه دزاو واقع شده‌است.